# Wind River (Nordalaska)
Der Wind River ist ein ca. 160 Kilometer langer rechter Nebenfluss des East Fork Chandalar Rivers im Interior des US-Bundesstaats Alaska.

## Verlauf
Der Wind River wird von einem Gletscher nahe der kontinentalen Wasserscheide in den Philip Smith Mountains, einer Gebirgskette in der Brookskette, auf einer Höhe von etwa 1400 m gespeist. Er fließt südwärts und mündet in den East Fork Chandalar River.

## Naturschutz
Der Flusslauf steht im Rahmen der „National Wild & Scenic Rivers“ unter Schutz. Dies umfasst neben dem Hauptfluss noch einen namenlosen rechten Nebenfluss. Der Wind River verläuft auf seiner gesamten Länge im Arctic National Wildlife Refuge.